# Rastuša
Rastuša (cyr. Растуша) – wieś w Bośni i Hercegowinie, w Republice Serbskiej, w gminie Teslić. W 2013 roku liczyła 592 mieszkańców.